# Ново-Троїця
Ново-Тро́їця (рос. Ново-Троица) — присілок у складі Асінівського району Томської області, Росія. Входить до складу Новиковського сільського поселення.
Стара назва — Нова Троїця.

## Населення
Населення — 64 особи (2010; 75 у 2002).
Національний склад (станом на 2002 рік):
- росіяни — 75 %